# 薩格納鄉 (尼亞姆茨縣)
46°58′11″N 27°01′52″E / 46.9696°N 27.0310°E
薩格納鄉（羅馬尼亞語：Comuna Sagna, Neamț），是羅馬尼亞的鄉份，位於該國東北部，由尼亞姆茨縣負責管轄，面積58平方公里，海拔高度205米，2007年人口5,039，人口密度每平方公里86人。